# George Hazard
George Hazard (* 9. Oktober 1700 in Colony of Rhode Island and Providence Plantations; † 1738 in South Kingstown, Colony of Rhode Island and Providence Plantations) war ein Vizegouverneur (Deputy Governor) der Colony of Rhode Island and Providence Plantations.

## Werdegang
George Hazard, Sohn von Penelope Arnold und George Hazard aus South Kingstown, wurde während der Kolonialzeit geboren. Sein Urgroßvater Thomas Hazard kam aus Boston (Massachusetts) und ließ sich in Portsmouth (Rhode Island) nieder. Sein Großvater Robert Hazard lebte noch dort. Über die Jugendjahre von George Hazard ist nichts bekannt. Hazard wurde 1721 Freeman in South Kingstown und 1729 ein Deputy – ein Posten, den er fünf Jahre lang bekleidete. 1733 war er Speaker im Abgeordnetenhaus. Hazard wurde dann 1734 zum Vizegouverneur der Kolonie gewählt. Er bekleidete den Posten bis zu seinem Tod 1738.

## Familie
Hazard heiratete Sarah Carder, Tochter von Mary Whipple und James Carder. Sie verstarb 1738 kurz nach ihrem Ehemann, welcher wahrscheinlich im Frühling 1738 verstarb, da sein Testament auf den 22. Mai 1738 datiert wurde. Das Paar bekam sieben gemeinsame Kinder: Mary, George, Abigail, Sarah, Penelope, Carder und Arnold. Hazards Mutter, Penelope Arnold, war die Tochter von Abigail Wilbur und Caleb Arnold, sowie die Enkeltochter von Gouverneur Benedict Arnold und dem Siedler Samuel Wilbur junior. Sie war auch die Urenkelin von zwei Unterzeichnern der Portsmouth Compact, John Porter und Samuel Wilbore. Der Vizegouverneur Robert Hazard war sein Cousin ersten Grades.

## Trivia
Hazard bezahlte 1733 seinem Vater 1.000 Pfund Sterling für eine Farm namens Foddering Place, wo er eine große Mansion erbaute. In seinem Testament hinterließ er diese Farm seinem Sohn, auch George Hazard genannt, der Bürgermeister von Newport wurde.